# François Claude de Bouillé

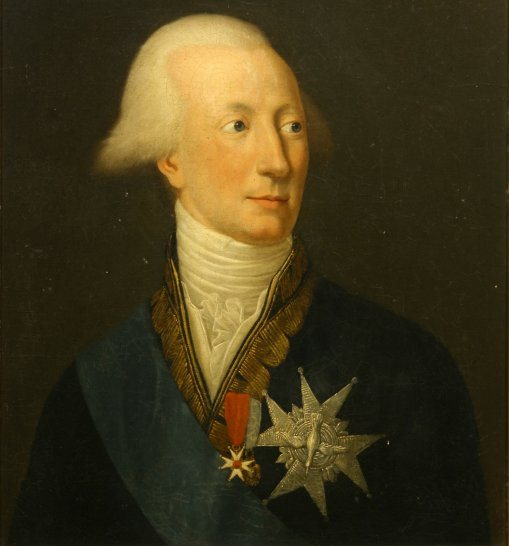
François Claude de Bouillé

François Claude Amour du Chariol, marquis de Bouillé (Sainte-Eble, 19 november 1739 – Londen, 14 november 1800) was een generaal in het Franse leger ten tijde van het ancien régime en in de beginfase van de Franse Revolutie. Hij stond bekend als erg toegewijd aan Lodewijk XVI en was betrokken bij diens mislukte Vlucht naar Varennes.

## Biografie
De markies werd geboren in 1739 in het kasteel van Cluzel in de Auvergne, en huwde op 6 juli 1768 te Sarcelles Marie-Louise Guillemette de Bègue, met wie hij vijf kinderen kreeg.

### Gouverneur in de Franse Antillen
In 1768 werd hij benoemd tot gouverneur van Guadeloupe en in mei 1777 tot gouverneur van Martinique en Sainte-Lucie, vooraleer kort nadien in juli 1777 en dit tot april 1783 in functie te treden als gouverneur-generaal van de Franse koloniën der Bovenwindse eilanden. Hij vocht tijdens de Amerikaanse onafhankelijkheidsoorlog tegen Groot-Brittannië, waarop hij verschillende eilanden veroverde. In 1781 voerde hij het commando over de Franse vloot bij de inname van Tobago.

### Politiek
Van 1787 tot 1788 zetelde Bouillé in de Assemblée des notables, waar hij een verdediger was van de gepriviligieerde standen.

### Rol tijdens de Franse Revolutie
Ten tijde van de Franse Revolutie stelde hij zich op als een fervent aanhanger van de monarchie en verdediger van Lodewijk XVI. Hij werd in 1789 benoemd tot gouverneur van de Trois-Évêchés (Toul, Metz en Verdun) en nadien van de Elzas, Lotharingen en de Franche-Comté. In 1790 benoemd als generaal-majoor van het Armée de Meuse, Sarre et Moselle, trad hij bijzonder streng op tegen de muiterij in het garnizoen van Nancy in augustus van dat jaar (33 ter dood veroordelingen), feit waarvoor hij op voorstel van Mirabeau door de Assemblée per decreet gefeliciteerd werd.
Als overtuigd monarchist en aanhanger van Lodewijk XVI werd hij door deze laatste verzocht de vlucht van de koninklijke familie uit Parijs naar veiliger oorden te organiseren. Bouillé koos de onder zijn gezag staande garnizoensstad Montmédy als eindbestemming, om nadien van daaruit met de koning het verzet tegen de revolutionairen te kunnen voortzetten. De ontsnapping mislukt echter en de koninklijke familie werd op 21 juni 1791 te Varennes-en-Argonne gearresteerd. Bouillé vluchtte de grens over naar Duitsland en vestigde zich in het emigrantenbolwerk Koblenz. Van daaruit deed hij verschillende oproepen tot een aantal Europese mogendheden om de strijd aan te gaan tegen de Franse revolutionairen, maar zonder onmiddellijk gevolg. Toen dan toch de Eerste Coalitieoorlog uitbrak, vocht hij in 1793 tegen Frankrijk. Het commando over de Opstand in de Vendée sloeg hij af omdat hij er geen goed oog in had. Door de militaire successen van de revolutionairen trok hij zich terug in Londen, waar hij in 1800 overleed en begraven werd. In 1866 werd zijn stoffelijk overschot gerepatrieerd naar Frankrijk en bijgezet op de begraafplaats van Montmartre.

### Trivia
In het vijfde couplet van de Marseillaise is "Bouillé's medeplichtigen" een van de manieren om te verwijzen naar de royalistische tegenstanders van het toenmalige Frankrijk.